# 小紹伯山

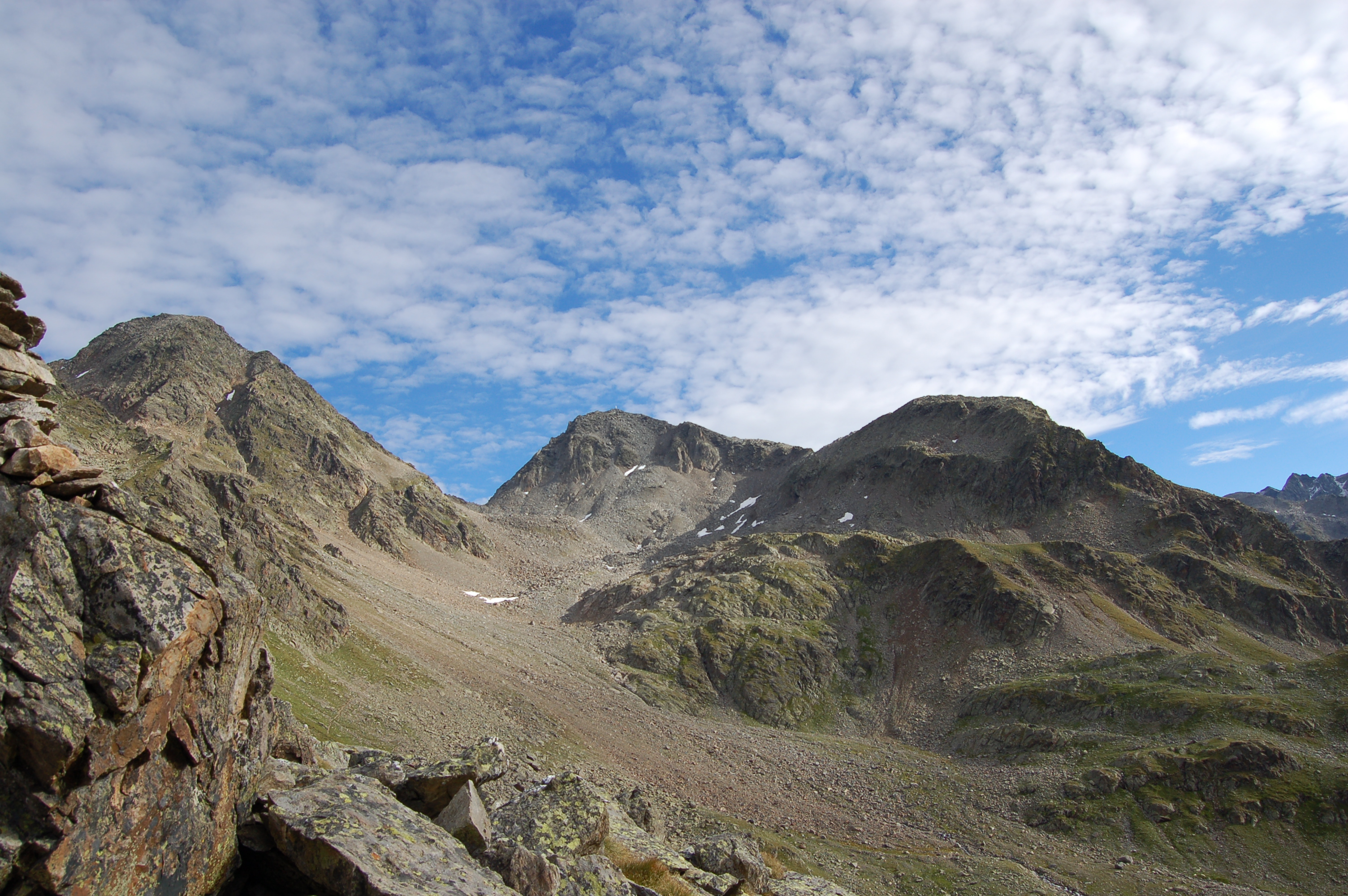

46°56′45″N 12°42′17″E / 46.945787°N 12.704658°E
小紹伯山（德語：Kleinschober），是奧地利的山峰，位於該國西部，由蒂羅爾州負責管轄，屬於舍貝爾山脈的一部分，處於努斯多夫-德班特，海拔高度3,119米。